# Corvara (Abruzzo)
Corvara è un comune italiano di 201 abitanti della provincia di Pescara in Abruzzo nella subregione delle Terre di Casauria. Faceva parte della comunità montana Vestina.

## Geografia fisica
Il paese sorge a circa 600 metri di altitudine ai piedi del monte Aquileo, anche noto come "La Queglia", a ridosso del Parco nazionale del Gran Sasso e Monti della Laga. 

## Storia

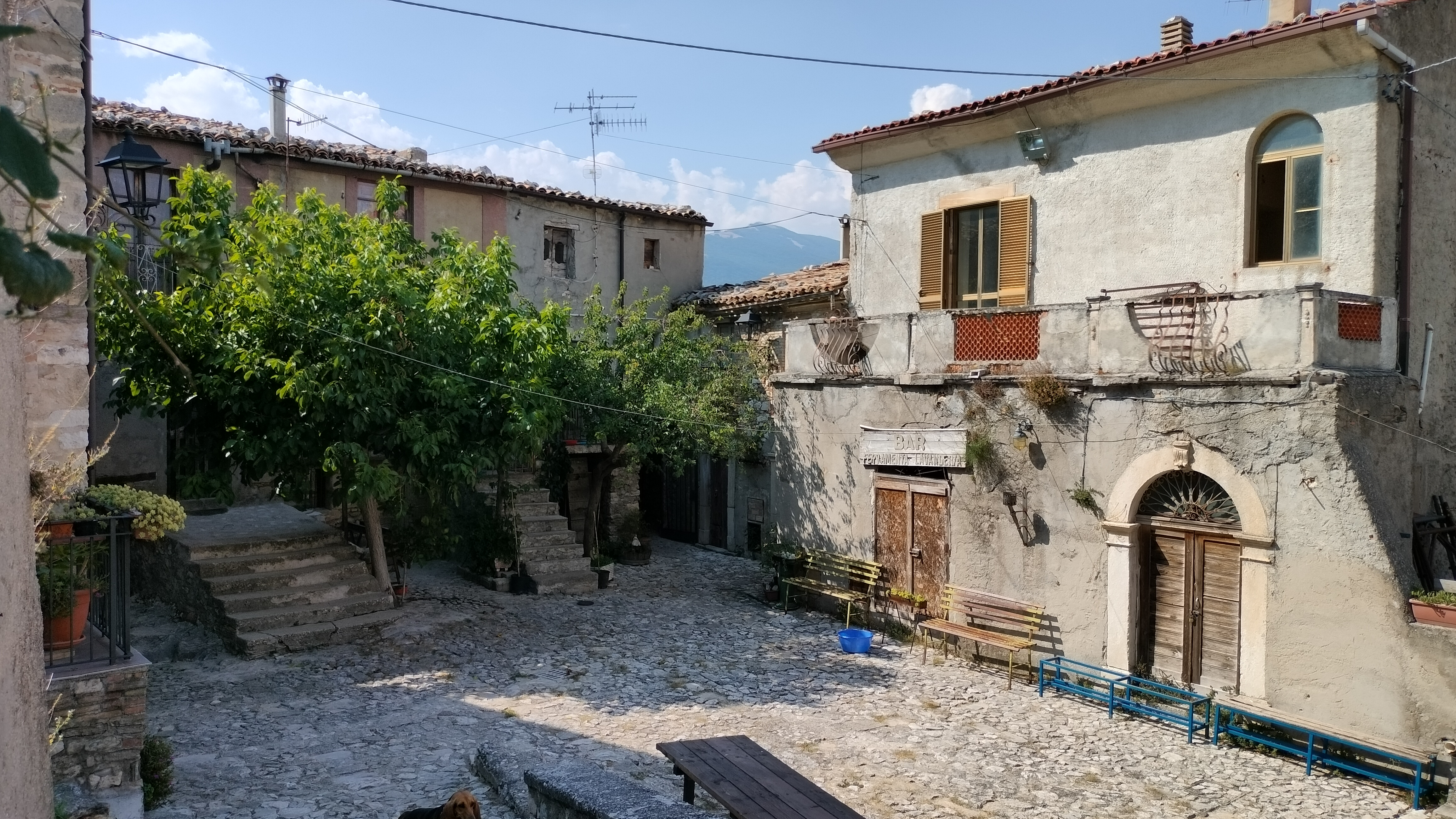
Piazza centrale del borgo medievale

Il paese, sorto nel territorio popolato in antichità dai Vestini, è menzionato per la prima volta nel XII secolo nel Chronicon Casauriense, che descrive l'acquisizione del Castrum Corbarie da parte dell'abbazia di San Clemente a Casauria, a quel tempo punto di riferimento economico e sociale dell'intero territorio pescarese. Successivamente, nel XIII secolo, il paese fu infeudato dagli Angioini di Napoli ai Cantelmo, per poi passare nella metà del XVI secolo ai D’Afflitto, conti di Loreto Aprutino sino all'eversione della feudalità nel Regno di Napoli. 
Successivamente all'unità nazionale il paese andrà incontro a un ridimensionamento demografico ed economico, fenomeno che si accentuerà a partire dal 1956, quando il centro storico venne dichiarato a rischio di dissesto idro-geologico che portò all'abbandono del borgo di origini tardo medievali. Alla fine degli anni 1990 tuttavia il borgo riottenne l'agibilità, ed è da allora al centro di un progetto di recupero operato da privati in collaborazione con l'Università degli Studi "Gabriele d'Annunzio" e il Parco nazionale del Gran Sasso e Monti della Laga.

## Monumenti

### Borgo vecchio di Corvara

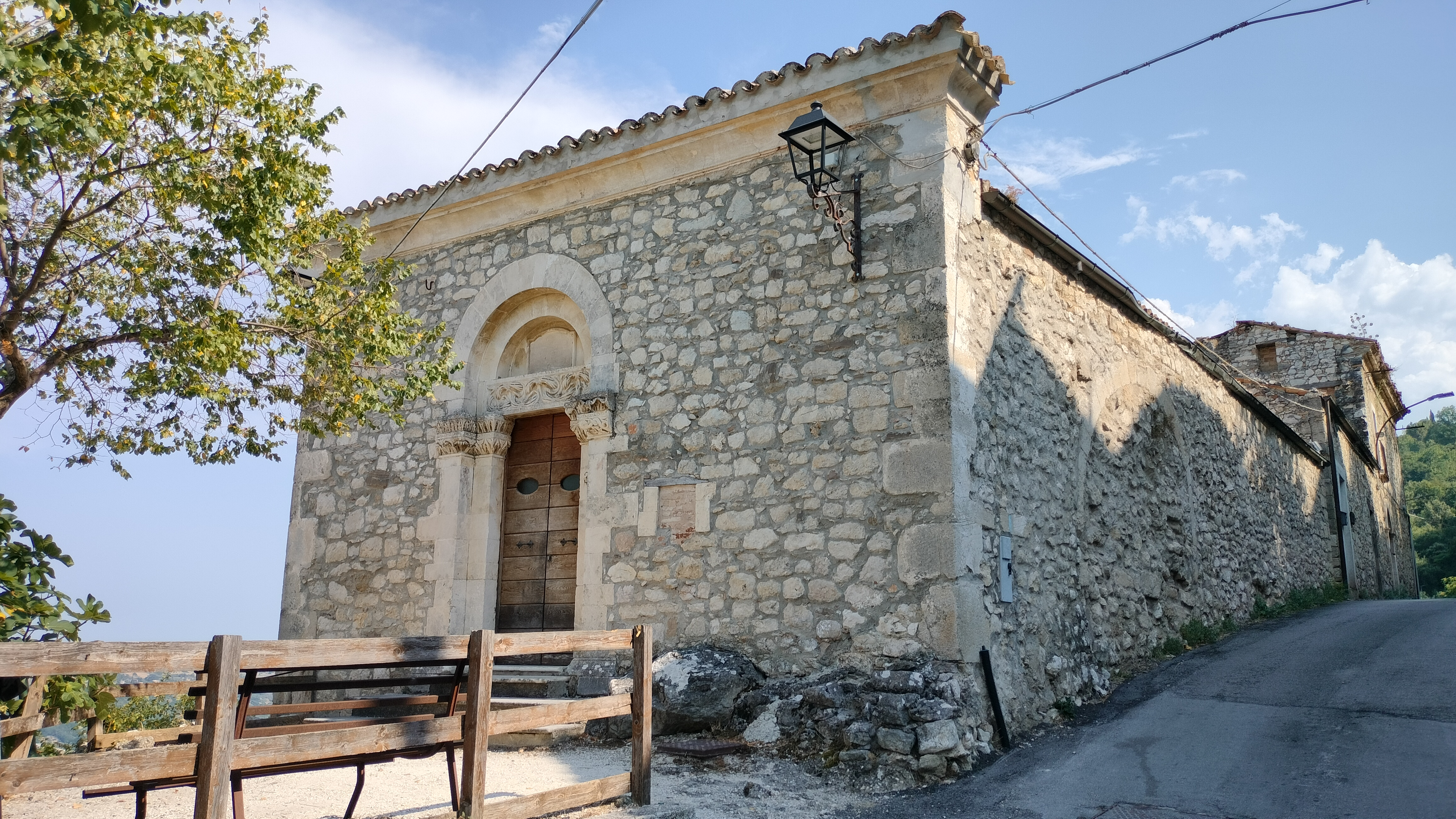
Chiesa di Santa Maria di Costantinopoli

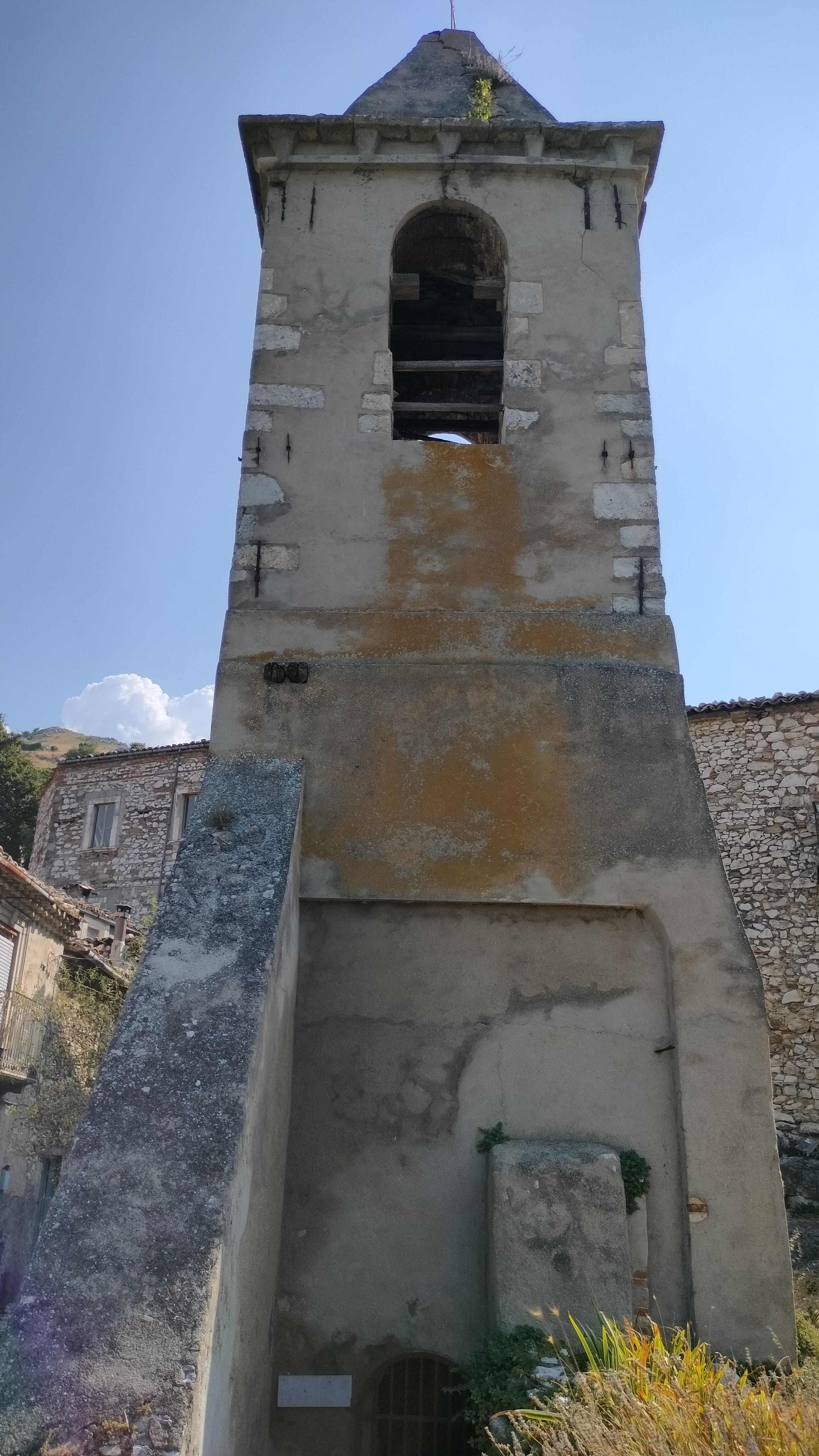
Campanile di Sant'Andrea

Il borgo vecchio conserva intatte molte case di pietra, dette “pagliare”, perché usate anche come stalla per le bestie da soma. Interessante visitare le rocce del monte Aquileio sopra cui sono costruite le abitazioni, e la chiesa di Sant'Andrea Apostolo, di cui resta intatta la torre campanaria con cuspide, e la parte dell'abside. Il borgo è attraversato da via Parrocchia, che sale sino alla torre campanaria, e la via s'interrompe in un piccolo piazzale, dove si trovava la storica sede municipale, oggi trasferita a valle in zona Vicenne. Presso la facciata di una di queste case del borgo si conserva un prezioso portale romanico del XII secolo, ricavato forse dall'antica chiesa di Sant'Andrea, che mostra l'arco a tutto sesto con colonnine a capitelli compositi, e lunetta originalmente affrescata. Gli edifici di maggiore interesse sono:
- Campanile di Sant'Andrea: domina il paese, ed è legato a delle mura perimetrali che costituivano il corpo dell'antica chiesa distrutta dal terremoto del 1933. Il campanile ha una torre quadrata, risalente al XIV secolo, con vari rifacimenti, soprattutto nella parte superiore, decorata da quattro arcate e da una cuspide piramidale.
- Parrocchia di Santa Maria delle Grazie e Sant'Andrea: trattasi dell'unica chiesa di Corvara, situata all'incrocio tra la provinciale 25 e la 76 per Pescosansonesco, ai piedi del paese vecchio. La chiesa risalirebbe all'XVI secolo, avente il tipico aspetto planimetrico di chiesa campestre a pianta rettangolare con abside semicircolare, ma i vari restauri fanno supporre che sia stata modificata nel XIX secolo. La facciata in tufo è inquadrata da due lesene di ordine dorico, a sostegno della semplice trabeazione e del timpano triangolare di coronamento, con sovrastante statua della Vergine in preghiera. Dietro il timpano prosegue il volume dell'aula centrale, con copertura a due falde. L'interno è a navata unica rettangolare, con abside semicircolare e cappelle laterali semicircolari. La scansione in spazi con nicchie è data da paraste molto semplice, di stile neoclassico.

## Società

### Evoluzione demografica
Abitanti censiti

## Cultura

### Cinema
A Corvara è stato girato il film Omicidio all'italiana di Maccio Capatonda, dove il paese prende il nome di Acitrullo.

## Amministrazione
| Periodo        | Periodo        | Primo cittadino            | Partito                          | Carica  | Note          |
| -------------- | -------------- | -------------------------- | -------------------------------- | ------- | ------------- |
| 23 aprile 1995 | 13 giugno 1999 | Antonio Silveri            | Lista civica di centro-sinistra  | Sindaco | [ 9 ]         |
| 14 giugno 1999 | 13 giugno 2004 | Sabatino Di Berardino      | Lista civica                     | Sindaco | [ 10 ]        |
| 14 giugno 2004 | 25 maggio 2014 | Danilo Di Costanzo         | Lista civica Insieme per Corvara | Sindaco | [ 11 ] [ 12 ] |
| 26 maggio 2014 | in carica      | Guido Di Persio Marganella | Lista civica Uniti per fare      | Sindaco | [ 1 ]         |